# Viola paradoxa
Viola paradoxa är en violväxtart som beskrevs av C. Richt.. Viola paradoxa ingår i släktet violer, och familjen violväxter. Inga underarter finns listade i Catalogue of Life.